# آرشاک دوم (فیلم)
آرشاک دوم (ارمنی: Արշակ Երկրորդ) یک فیلم درام و اپرا است محصول سال ۱۹۸۸, به کارگردانی تیگران لوونیان

## بازیگران
- تیگران لوونیان
- گوهار گاسپاریان
- hy:Անաիդա Մակարյան
- hy:Ալեքսանդր Վարդանյան
- گغام گریگوریان
- hy:Հարություն Թոփիկյան
- hy:Համլետ Մարտիրոսյան
- hy:Ստեփան Դավթյան
- Խ. Աղաբաբով
- جولیتا بابایان